# Weilburg (paleis)
De Weilburg was een paleis nabij Baden bei Wien. Van dit voormalig paleis rest enkel nog het gebeeldhouwde wapen, dat vroeger bovenop het hoofdgebouw stond.

## Geschiedenis
In 1819 werd het gehucht Leiten bij Baden opgekocht door aartshertog Karel. Hij liet de heuvel waarop Leiten lag nivelleren. Naar plannen van architect Joseph Kornhäusel liet hij er een classicistisch paleis bouwen voor zijn bruid prinses Henriëtte van Nassau-Weilburg.
Aartshertogin Henriëtte stierf in 1829 maar het paleis Weilburg bleef familiebezit. Het deed dienst als zomerverblijf voor de kinderen van Karel en Henriëtte. Talrijke gasten, waaronder Beethoven, hebben er verbleven. Op het domein werd ook verder gebouwd. In 1885 liet aartshertog Wilhelm, de jongste zoon van Karl en Henriëtte, een jachtslot op het domein bouwen. Dit gebouw is er vandaag nog en staat bekend als Villa Eugen. Er werd nog bijgebouwen opgericht en ook een tennisveld. Verder werd de ruïne van Burcht Rauheneck opgenomen in het kasteelpark.
Het paleis werd verlaten na het einde van de Eerste Wereldoorlog en van de monarchie. In de Tweede Wereldoorlog deed het gebouw dienst als kazerne. In de laatste dagen van de oorlog werd het paleis vernield door een brand. In 1964 werd besloten om de ruïne van het paleis af te breken. Enkel het gebeeldhouwde wapen bovenop het hoofdgebouw werd bewaard. Dit beeldhouwwerk van Joseph Klieber stelt een leeuw en een adelaar, symbolen voor het huis Habsburg-Lotharingen, die een wapenschild met de leeuw van het huis Nassau vasthouden, voor en is nu een monument.